# The Yardbirds
The Yardbirds (‚Die Knastbrüder‘) waren eine britische Rockband. In den 1960er Jahren gelangen der Band mehrere Singlehits. Drei der einflussreichsten Blues- und Rockgitarristen, Eric Clapton, Jeff Beck und Jimmy Page waren zu Beginn ihrer Karriere nacheinander Mitglieder der Yardbirds.

## Bandgeschichte
Die erste Besetzung der Gruppe bestand aus Keith Relf, Anthony „Top“ Topham, Chris Dreja, Paul Samwell-Smith und Jim McCarty. Topham wurde bereits nach wenigen Monaten durch Eric Clapton ersetzt. Ihren ersten Auftritt hatte die bluesorientierte Band in dieser Zusammensetzung am 29. September 1963 im Londoner Crawdaddy Club. Am 8. Dezember 1963 begleitete die Band Sonny Boy Williamson II. bei einer Liveaufnahme von Horst Lippmann. Diese 1966 als Album herausgegebenen Konzerte fanden im Rahmen des American Folk Blues Festivals wiederum im Crawdaddy Club sowie am 28. Februar 1964 in der Birmingham Town Hall, England, während des ersten R&B-Festivals statt.
Das erste eigene Album wurde am 3. Oktober 1963 im Marquee Club aufgezeichnet und am 18. Oktober 1963 in den Olympic Studios endabgemischt. Es erschien unter dem Titel Five Live Yardbirds im Dezember 1964. Im Januar 1964 fanden die ersten Aufnahmesessions im Tonstudio R. G. Jones Studios (Morden/Surrey) statt, wo die erste Single I Wish You Would / A Certain Girl entstand und im Mai 1964 erschien; sie verfehlte die britische Hitparade. Erst ihre zweite Single Good Morning, Little Schoolgirl konnte Rang 44 als höchste Platzierung erreichen. Beide Titel waren Coverversionen US-amerikanischer Bluessongs. Unter der Führung des Musikproduzenten Giorgio Gomelsky entschied sich die Gruppe im Dezember 1964 für eine Komposition des noch unbekannten britischen Songschreibers Graham Gouldman mit dem Titel For Your Love, der mit seinen Bongo-Rhythmen kommerzieller arrangiert war und bis Januar 1965 in den IBC-Studios entstand. Sie drang bis auf Rang 3 in den britischen Charts und – im Rahmen der British Invasion – auch bis Platz 6 der US-Hitparade vor. Weltweit wurden über eine Million Exemplare verkauft.
Da dieser eher poppige Kurs Eric Clapton nicht gefiel, verließ er im März 1965 die Band und wechselte zu John Mayall’s Bluesbreakers. Er wurde durch Jeff Beck ersetzt. Mit ihm erlebten die Yardbirds ihre kommerziell erfolgreichste Zeit. Becks experimentelle Gitarrenarbeit fügte sich nahtlos in die Gruppe ein. Mit ihren neuartigen Klängen gelang der Band mehrmals der Sprung in die Hitparaden, zum Beispiel mit Heart Full of Soul, Still I’m Sad/Evil Hearted You, Shapes of Things und Over, Under, Sideways, Down. Die Yardbirds leisteten Pionierarbeit, indem sie als eine der ersten britischen Bands orientalisch klingende Tonfolgen oder den Fuzz in ihre Songs einbauten.
Im Juni 1966 verließ Paul Samwell-Smith die Band, um als Produzent zu arbeiten, und wurde durch Jimmy Page ersetzt, der zunächst Bass spielte. Mit Jeff Beck und Jimmy Page hatten die Yardbirds 1966 mit ihrem Stück Stroll On einen Auftritt in dem Kultfilm Blow Up von Michelangelo Antonioni (Premiere am 18. Dezember 1966). Ursprünglich wollte Antonioni The Who für die Szene engagieren. Weil diese jedoch ablehnten, ließ er die Yardbirds einfach The Who imitieren – inklusive der Zerstörung von Gitarren und Verstärkern. Ende 1966 trennten sich die Yardbirds wegen Spannungen zwischen Jeff Beck und dem Rest der Band von ihrem Gitarristen, und Jimmy Page übernahm die Leitung der Band.
Der progressive, avantgardistische Musikstil der Band ging zu Lasten ihres kommerziellen Erfolges, so dass nach mehreren Tonstudio-Wechseln EMI sich für einen neuen Musikproduzenten entschied. Die Wahl fiel auf den in England erfolgreichen US-Produzenten Mickie Most, dessen erste Studioaufnahme für die Yardbirds am 5. März 1967 für die Single Little Games stattfand. Das im Juli 1967 erschienene gleichnamige Album war ein Misserfolg und konnte nicht mehr an alte Erfolge anknüpfen. Das galt auch für die im Oktober 1967 veröffentlichte Harry-Nilsson-Komposition Ten Little Indians. The Yardbirds setzten zwar erfolgreich ihre Touren in der ganzen Welt fort, landeten aber keine Hits mehr und lösten sich im Juli 1968 auf.

## Nachwirken

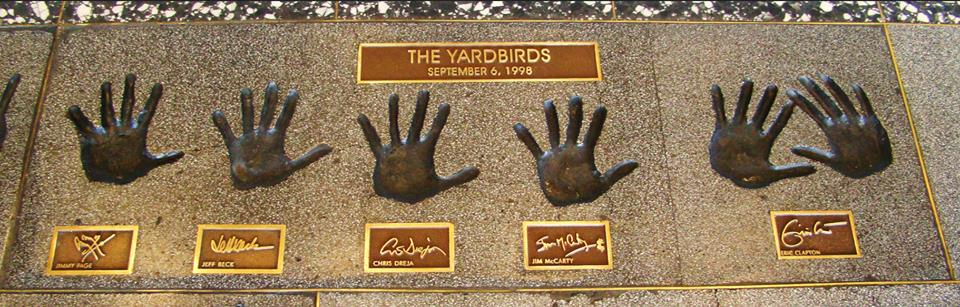
Handabdrücke der Yardbirds

Weil die Band noch Verträge über eine Skandinavientour zu erfüllen hatte, versammelte Jimmy Page mit Robert Plant, John Paul Jones und John Bonham neue Musiker um sich und machte zunächst ab September 1968 unter dem Bandnamen The New Yardbirds weiter, entschied sich dann aber für Led Zeppelin als Bezeichnung für die neue Rockformation. 
1983 versammelten sich Jim McCarty, Paul Samwell-Smith und Chris Dreja in der Formation Box of Frogs.
1992 wurden die Yardbirds in die Rock and Roll Hall of Fame aufgenommen. Im gleichen Jahr erfolgte die Neugründung.
2003 erschien wieder unter dem Namen Yardbirds das Album Birdland, auf dem von den Gründungsmitgliedern noch Jim McCarty und Chris Dreja mitwirkten.
Im Sommer 2008 verkündete John Idan kurz nach der Veröffentlichung seines Soloalbums The Folly, dass er die Band am Ende des Jahres verlassen werde. Da die Band bis Mai 2009 keinen Ersatz für ihn finden konnte, spielte er im Februar 2009 noch eine letzte Tour in Kanada. Nun tourt John Idan mit seiner Band, der John Idan Group, oder mit der Top Topham-John Idan Blues Band.
Am 23. Oktober 2013 verstarb der ehemalige Gitarrist Gypie Mayo nach langer Krankheit im Alter von 62 Jahren.
Im Juli 2013 schied Chris Dreja aus der Band aus, nachdem er mehrere Schlaganfälle erlitten hatte. An seine Stelle trat Top Topham, der bereits als erster Gitarrist Gründungsmitglied der Band gewesen war. McCarty gab im Dezember 2014 die Auflösung der Yardbirds bekannt. Am 4. August 2022 starb der ehemalige Sänger der Band, Ray Majors, am selben Tag wie seine Ehefrau, die Sängerin Sandy Dillon. Top Topham starb am 23. Januar 2023.
Der Rolling Stone listete die Yardbirds auf Rang 89 der 100 größten Musiker aller Zeiten.

## Besetzungen
Im Folgenden sind die Besetzungswechsel der Yardbirds chronologisch aufgetragen. Ebenfalls enthalten sind die Besetzungen der eng mit den Yardbirds verknüpften Bands The New Yardbirds, Led Zeppelin und Box of Frogs.

## Diskografie

### Studioalben
| Jahr | Titel              | Höchstplatzierung, Gesamtwochen, AuszeichnungChartplatzierungen (Jahr, Titel, Platzierungen, Wochen, Auszeichnungen, Anmerkungen) | Höchstplatzierung, Gesamtwochen, AuszeichnungChartplatzierungen (Jahr, Titel, Platzierungen, Wochen, Auszeichnungen, Anmerkungen) | Höchstplatzierung, Gesamtwochen, AuszeichnungChartplatzierungen (Jahr, Titel, Platzierungen, Wochen, Auszeichnungen, Anmerkungen) | Anmerkungen                                                                          |
| Jahr | Titel              | DE | UK | US | Anmerkungen                                                                          |
| ---- | ------------------ | --- | --- | --- | ------------------------------------------------------------------------------------ |
| 1965 | For Your Love      | DE20 (4 Wo.)DE | — | US96 (11 Wo.)US | Erstveröffentlichung: Juni 1965 nur in US veröffentlicht                             |
| 1965 | Heart Full of Soul | — | — | — | Erstveröffentlichung: August 1965                                                    |
| 1965 | Having a Rave Up   | — | — | US53 (33 Wo.)US | Erstveröffentlichung: November 1965 nur in DE/US veröffentlicht                      |
| 1966 | The Yardbirds      | — | UK20 (8 Wo.)UK | US155 (6 Wo.)US | Erstveröffentlichung: Juli 1966 in DE/US als Over Under Sideways Down veröffentlicht |
| 1967 | Little Games       | — | — | US80 (8 Wo.)US | Erstveröffentlichung: Juli 1967 nur in DE/US veröffentlicht                          |
| 2003 | Birdland           | DE67 (1 Wo.)DE | — | — | Erstveröffentlichung: April 2003                                                     |

### Livealben
- 1964: Five Live Yardbirds
- 1966: Sonny Boy Williamson and the Yardbirds
- 1971: Live Yardbirds! Featuring Jimmy Page
- 1981: London 1963 – The First Recordings!
- 1991: Yardbirds ...On Air
- 1999: Reunion Jam
- 2003: Live! Blueswailing July '64
- 2007: Live at B.B. King Blues Club
- 2007: Reunion Jam Vol. II
- 2013: Making Tracks
- 2016: Live at the BBC

### Kompilationen
| Jahr | Titel                   | Höchstplatzierung, Gesamtwochen, AuszeichnungChartsChartplatzierungen (Jahr, Titel, Platzierungen, Wochen, Auszeichnungen, Anmerkungen) | Anmerkungen                     |
| Jahr | Titel                   | UK | Anmerkungen                     |
| ---- | ----------------------- | --- | ------------------------------- |
| 1967 | Yardbirds Greatest Hits | UK28 (37 Wo.)UK | Erstveröffentlichung: März 1967 |

Weitere Kompilationen
- 1970: The Yardbirds Featuring Performances by Jeff Beck, Eric Clapton, Jimmy Page
- 1971: Remember...The Yardbirds
- 1977: Shapes of Things
- 1991: Little Games Sessions and More
- 1993: Train Kept A-Rollin’ – The Complete Giorgio Gomelsky Productions (4-CD-Boxset)
- 1997: London 65-67 – The BBC-Sessions
- 1999: The Complete BBC-Sessions
- 2000: Cumular Limit
- 2001: Ultimate!
- 2011: Glimpses 1963–1968 (5-CD-Boxset)
- 2017: Yardbirds ’68
- 2024: The Ultimative Live at the BBC (Live-Kompilation)

### Singles
| Jahr | Titel Album                                                                          | Höchstplatzierung, Gesamtwochen, AuszeichnungChartplatzierungen (Jahr, Titel, Album, Platzierungen, Wochen, Auszeichnungen, Anmerkungen) | Höchstplatzierung, Gesamtwochen, AuszeichnungChartplatzierungen (Jahr, Titel, Album, Platzierungen, Wochen, Auszeichnungen, Anmerkungen) | Höchstplatzierung, Gesamtwochen, AuszeichnungChartplatzierungen (Jahr, Titel, Album, Platzierungen, Wochen, Auszeichnungen, Anmerkungen) | Anmerkungen                        |
| Jahr | Titel Album                                                                          | DE | UK | US | Anmerkungen                        |
| ---- | ------------------------------------------------------------------------------------ | --- | --- | --- | ---------------------------------- |
| 1964 | Good Morning Little Schoolgirl / I Ain’t Got You For Your Love                       | — | UK44 (4 Wo.)UK | — | Erstveröffentlichung: Oktober 1964 |
| 1965 | For Your Love / Got to Hurry For Your Love                                           | DE21 (7 Wo.)DE | UK3 (12 Wo.)UK | US6 (12 Wo.)US | Erstveröffentlichung: März 1965    |
| 1965 | Heart Full of Soul / Steeled Blues Having a Rave Up                                  | DE22 (7 Wo.)DE | UK2 (13 Wo.)UK | US9 (12 Wo.)US | Erstveröffentlichung: Juni 1965    |
| 1965 | I’m a Man / The Train Kept A-Rollin’ Having a Rave Up                                | — | — | US17 (10 Wo.)US | Erstveröffentlichung: Oktober 1965 |
| 1965 | Evil Hearted You / Still I’m Sad Having a Rave Up                                    | DE19 (9 Wo.)DE | UK3 (10 Wo.)UK | US33 (4 Wo.)US | Erstveröffentlichung: Oktober 1965 |
| 1966 | Shapes of Things / You’re a Better Man Than I Shapes of Things                       | DE22 (9 Wo.)DE | UK3 (9 Wo.)UK | US11 (11 Wo.)US | Erstveröffentlichung: Februar 1966 |
| 1966 | Over, Under, Sideways, Down / Jeff’s Boogie The Yardbirds                            | DE35 (8 Wo.)DE | UK10 (9 Wo.)UK | US13 (11 Wo.)US | Erstveröffentlichung: Mai 1966     |
| 1966 | Happenings Ten Years Time Ago / Psycho Daisies –                                     | — | UK43 (5 Wo.)UK | US30 (9 Wo.)US | Erstveröffentlichung: Oktober 1966 |
| 1967 | Little Games / Puzzles Little Games                                                  | — | — | US51 (6 Wo.)US | Erstveröffentlichung: April 1967   |
| 1967 | Ha! Ha! Said the Clown / Tinker, Tailor, Soldier, Sailor Little Games (1992 Edition) | — | — | US45 (7 Wo.)US | Erstveröffentlichung: Juli 1967    |
| 1967 | Ten Little Indians / Drinking Muddy Water Little Games (1992 Edition)                | — | — | US96 (2 Wo.)US | Erstveröffentlichung: Oktober 1967 |